# Glotón (historieta)
Sweet Tooth (En español Glotón) es una serie limitada de historietas estadounidenses escrita y dibujada por el canadiense Jeff Lemire y publicada por el sello Vertigo de DC Comics. Apodado por algunos como "Mad Max conoce a Bambi", se lleva a cabo en un entorno posapocalíptico mayormente rural donde algunas criaturas son híbridos humanos/animales.

## Argumento
Gus, un joven con rasgos de venado, vive una vida tranquila en el bosque con su padre. Aprende muchas cosas, desde la atención médica hasta la profecía religiosa. A pesar de que ama a su padre religioso, anhela escapar mientras aprende que no hay fuego más allá de los árboles, sino simplemente más tierra.
Algún tiempo después de que el padre de Gus se enferma, unos hombres extraños vienen a capturarlo. Son asesinados por Jeppard, quien luego promete llevar a Gus a un santuario. Solitario, Gus va con él. En el camino, encuentran muchos problemas. Los cultistas híbridos casi matan a Jeppard, pero Gus lo salva. 'Glotón' luego se gana su apodo al comer todos los dulces y alijos de comida de Jeppard, aunque había obtenido más comida mientras Jeppard se recuperaba. El dúo también rescata a varias mujeres de una red de prostitución.
En última instancia, Jeppard traiciona a Gus, y lo lleva a una horrible instalación científica a cambio de los huesos de su esposa. Resulta que una misteriosa plaga ha estado arrasando a la humanidad, y el líder de la instalación, Abbott junto con el científico, el Dr. Singh, creen que los híbridos, mitad animales y mitad humanos, tienen algo que ver con eso. En el flashback aprendemos que Jeppard fue un exjugador de hockey que protegió a su esposa Louise en el mundo post-apocalíptico. Sin embargo, eventualmente, Louise reveló que estaba embarazada y Jeppard cede cuando una milicia, dirigida por Abbott, le ofrece protección. Sin embargo, todo fue un truco: Abbott y Singh experimentaron con mujeres embarazadas y bebés híbridos para tratar de encontrar una cura para la plaga. Jeppard se mantiene en una jaula, pero finalmente es liberado por el hermano de Abbott, Johnny, un guardia en las instalaciones. Johnny le dice a Jeppard que su esposa está muerta, y Jeppard provoca un alboroto a través de la instalación. Él es recapturado, y Abbott lo deja salir del campamento, diciéndole que puede tener los restos de su esposa si le trae a Abbott un hijo híbrido. Por eso Jeppard traicionó a Gus, y él se dirige a su casa para cumplir la promesa a su esposa de que "la regresará a casa".
Gus, a pesar de los horrores, hace amistad con el último de los niños animales del lugar, la niña cerdito Wendy, el chiflado Bobby y el silencioso venado Buddy. Gus está hipnotizado por el Dr. Singh, que profundiza en su memoria para descubrir la verdad sobre su nacimiento. Descubre que el padre de Gus era un lunático, e incluso pudo haber sido responsable del apocalipsis. Él insiste en que Abbott lo lleve al bosque. Descubren una biblia que fue escrita por el padre de Gus, pero sin evidencia de una madre en su tumba, en el camino de regreso al campamento, Singh comienza a creer los escritos. Jeppard, abrumado por la culpa y una vida sin rumbo, decide rescatar a Gus. Recluta a Becky y Lucy, las mujeres que salvó y a cientos de cultistas híbridos. Con la ayuda de Johnny, los niños escapan, aunque Gus se ve obligado a matar a un caimán perdido que se había vuelto salvaje. Mientras están en movimiento, Jeppard y Gus comparten un sueño idéntico sobre Alaska.
Una batalla y la intervención de Johhny permiten que Jeppard y las mujeres escapen con los niños y con el Dr. Singh, quien insiste en venir. Cuando se estaban por ir Buddy es mordido por uno de los híbridos, por eso Jeppard toma la decisión de cerrar la puerta. Cuando lo está haciendo Buddy le pide ayuda, llamándolo papá. Luego de eso el Dr. Singh le revela que ese realmente era su hijo.
El líder del grupo de los cultistas híbridos es asesinado por Abbott, que frena a los híbridos que atacaban al hijo de Jeppard y se adueña de todos ellos. Después de eso; Gus, Jeppard, Becky, Lucy, Wendy, Bobby, Johnny y Singh se encuentran con una misteriosa repres En ella vive Walter, quien dice ser del proyecto Evergreen, pero que en realidad se llamaba Haggarty, y había matado a la gran parte de Evergreen. Antes de que ellos descubrieran eso, Gus y Jeppard salen a talar árboles, en eso Sweet Tooth recibe un disparo. Jeppard lleva rápidamente a Gus dentro dónde lo logran salvarle la vida inyectando le sangre de Wendy. Luego de eso Jeppard se lanza contra Walter, acusándolo de haberle disparado. Lucy le apunta con su arma y lo hace soltarlo, por eso él decide irse del lugar, pero antes de que lo haga el dr. Singh lo frena y arma un plan para llevarse a Gus de ahí cuando se encuentre en buenas condiciones. 
De eso pasamos al diario del Dr. James Thacker, del 4 de septiembre de 1911. Él relata como va en un barco junto con más hombres en búsqueda del esposo de su hermana, Louis. El mismo había pospuesto la boda un año para unirse a una misión cristiana de camino al norte de Alaska, para llevar la palabra de Dios a los salvajes. Ellos llegan a dónde se dirigieron los demás y ahí bajan el capitán, un hombre y James. Ellos llegan a una capilla y ahí se encuentran con los cuerpos de los náufragos; al salir ven a un indio y lo atacan pensando que ellos lo mataron, entonces Kemp, el hombre que los acompañaba es herido de un flechazo, el cual Louis había disparado. Ellos luego de hablar se llevan a Kemp a la aldea para curarlo, en vano porque termina muriendo, pero ahí descubren lo que querían. Simpson se había quedado ahí porque se había enamorado, además había molestado a unos dioses del lugar, cosa que generó la enfermedad y muerte de sus compañeros. Y no solo tenía esposa, porque también hacía poco había nacido su hijo, un bebé bastante peculiar, un híbrido. James y el capitán se pelean con Louis, teniendo que largarse, en el camino casi mueren, pero los hombres que quedaban en el barco los salvan. Al medio día atacan la aldea, matando a todos excepto a Simpson y su hijo; juntos van a la cueva, ven todo y luego Thacker tira al bebé en ella. Finalmente se van en el barco y todos mueren en él por la enfermedad.
Cuando Gus ya se encuentra sano por completo, el Dr. Singh lo lleva con Jeppard. Mientras tanto en la represa, Johnny junto con Bobby, descubren la verdadera identidad de Walter. ￼Al mismo tiempo, Jeppard junto con Gus y Singh se encuentran con la gente de Evergreen, descubriendo así la mentira de Haggarty. Él ataca a todos, encerrando a Johnny, Wendy, Bobby y Lucy, quedándose con Becky porqué le gustaba. Jeppard rápidamente se dirige hacia al lugar luego de dejar a salvo a Sweet Tooth y el Dr. pero se choca contra un barandal en la carretera. Él es encontrado por Jimmy Jacobs, exjugador de hockey. Singh secuestra a Glotón para llevárselo a Alaska, pero consigue hacerlo chocar y escapa. Se dirige hacia la represa y al llegar le abren la puerta Bobby, Johnny y Wendy. Luego juntos vencen a Haggarty. Jimmy recuerda de dónde conocía a Jeppard, lo libera y juntos se dirigen hacia la represa. Al llegar ya habían echado a Haggarty del lugar. Lucy abraza a Jeppard y muere en sus brazos.

## Influencia
Aunque la historia se desarrolla inicialmente en Nebraska, el paisaje está inspirado en el pasado hogar de Lemire en el condado de Essex.
Glotón, como una parábola post-apocalíptico, está plagada de influencias tales como la de Tim Truman‘s Scout: Guerra Chamán y el Winterworld tema miniserie de tres episodios. Además de la influencia artística de Un muchacho y su perro de Richard Corben, escrita por Harlan Ellison y The Punisher: The End, escrita por Garth Ennis.

## Historia de publicación
Se programaron doce historietas para el primer año de Glotón (como parte del contrato inicial de Lemire). Debido a que la naturaleza de los cómics mensuales depende de las ventas, inicialmente ni siquiera Jeff Lemire sabía cuántos números manejaría Glotón. El editor Brandon Montclare confirmó: "Glotón es derribado y reconstruido en todas las historietas, a veces en cada página. Y tan lejos del camino como puedo ver, quién sabe dónde termina el viaje de Gus. Ni siquiera Jeff lo sabe, aunque está en su cabeza en algún lado." Los puntos principales de la trama se planearon en 40 números para DC Comics/Vertigo, y en una entrevista para USA Today, Jeff Lemire fue citado: "en este momento, tengo planeado tener entre 20 y 30 números, pero podría ir aún más dependiendo de la respuesta que reciba".
El 7 de mayo de 2012, Jeff Lemire anunció que Glotón terminaría con un doble especial en el número 40. En enero de 2015, se publicó en Vertigo Quarterly: CMYK # 4 Black un cuento de Glotón de 8 páginas titulado Glotón: Black.

## Personajes
- Gus: un niño de 9 años con astas[2] es una nueva clase de híbrido humano/animal que apareció después de una pandemia [apocalíptica de un virus desconocido. Criado solo por su padre religioso en una reserva natural en Nebraska, decide abandonar su bosque con Jepperd después de que su padre muera de una enfermedad desconocida.

- Tommy Jepperd: un enorme y violento vagabundo que toma a Gus y le promete llevarlo a "The Preserve" (un refugio seguro legendario para niños híbridos). El personaje estaba basado en un viejo personaje de Frank ("The Punisher" de Marvel).[3] "El envejecido canoso de Corben, Frank, es una fuerza imparable de la naturaleza y asombroso de contemplar. Este diseño de personaje terminó siendo una gran influencia en el diseño de Jepperd, el gran patea traseros de Glotón".[3]

- Dr. Singh: un científico que experimenta con híbridos humano/animales. Se interesa especialmente por Gus debido a su edad aparente anterior a la pandemia.

- Wendy: Una niña híbrida porcina, se encuentra en el campamento de la milicia. Ella parece tener la misma edad que Gus. Fue criada por una madre soltera y ve a Lucy y Jeppard como figuras de padre y madre.

## Arcos argumentales
- "Fuera del bosque profundo"

Este arco de introducción viaja fluidamente entre el arte y la leyenda. Gus (un niño cuyo padre ha muerto y ya no puede protegerlo) y Jepperd (un tipo enorme y duro que promete proteger a Gus) son presentados. Cuando se encuentran, Jepperd le promete a Gus que lo llevará a "The Preserve". Este arco presenta la aventura de estos dos machos a "The Preserve". El paisaje y el mundo que conocen se revela de manera lenta pero segura a los lectores.
- "En cautiverio"

Gus finalmente se encuentra con otros híbridos. Gus ahora se separó de Jepperd, ve los horrores de ser un híbrido y por qué su padre quería protegerlo. Jepperd lejos de Gus, llega a reflexionar sobre las opciones de su vida.
- "Ejércitos de animales"

Los híbridos intentan escapar del recinto de la milicia. En este tercer volumen, Jeppard comienza a formar un ejército para derrocar al campo de la milicia para que pueda rescatar a Gus y a los otros niños híbridos.
- "Especie en peligro"

Gus se une a regañadientes a Jepperd en la caza de personas desaparecidas, pero la tensión entre los dos sigue creciendo. Mientras tanto, Singh y Johnny se enfrentan cara a cara con una nueva amenaza mortal, y Lucy y las chicas se encuentran con Walter Fish, una enigmática sobreviviente que puede tener más que ofrecer de lo que parece.
- "Hábitats antinaturales"

Cuando el misterioso capitán James Thacker y su tripulación llegan como una expedición mortal, descubrirán secretos de siglos de antigüedad, pero ¿qué tiene esto que ver con Gus y Jepperd? Además, mientras Jeppard, Singh y Gus hacen planes para ir a Alaska, ¡las cosas comienzan a deteriorarse para el resto del grupo en el santuario!.
- "Juego salvaje"

El Dr. Singh llega a Alaska y descubre los orígenes de Gus y los niños híbridos y la causa de la plaga que diezmó el mundo. Y cuando Gus y Jepperd finalmente llegan a Alaska y se encuentran cara a cara con la verdad, la milicia continúa afectándolos. Su batalla más mortal aún está por delante.

## Ediciones publicadas
Glotón ha sido publicado en los siguientes textos de clase comercial:
| # | Título                    | ISBN                   | Fecha                   | Material      |
| - | ------------------------- | ---------------------- | ----------------------- | ------------- |
| 1 | Fuera del bosque profundo | ISBN 978-1-4012-2696-1 | 18 de mayo de 2010      | Glotón #1–5   |
| 2 | En cautiverio             | ISBN 978-1-4012-2854-5 | 14 de diciembre de 2010 | Glotón #6–11  |
| 3 | Ejércitos de animales     | ISBN 978-1-4012-3170-5 | 8 de junio de 2011      | Glotón #12–17 |
| 4 | Especie en peligro        | ISBN 978-1-4012-3361-7 | 31 de enero de 2012     | Glotón #18–25 |
| 5 | Hábitats antinaturales    | ISBN 1-4012-2487-3     | 31 de octubre de 2012   | Glotón #26–32 |
| 6 | Juego salvaje             | ISBN 1-4012-2717-1     | 25 de junio de 2013     | Glotón #33–40 |

Glotón también ha sido lanzado en ediciones de tapa dura de lujo.
| # | Título                           | ISBN                   | Fecha                   | Material |
| - | -------------------------------- | ---------------------- | ----------------------- | -------- |
| 1 | Glotón Edición Deluxe libro uno  | ISBN 978-1-4012-5871-9 | 2 de septiembre de 2015 | #1–12    |
| 2 | Glotón Edición Deluxe libro dos  | ISBN 978-1-4012-6146-7 | 6 de abril de 2016      | #13–25   |
| 3 | Glotón Edición Deluxe libro tres | ISBN 978-1-4012-6739-1 | 29 de noviembre de 2016 | #26–40   |

Otras historias de Glotón:
Glotón Oscuro (historia corta de 8 páginas) en: Vertigo Quarterly CMYK # 4 (antología, 2015) recopilada en CMYK (tpb, 296 páginas, 2015,, ISBN 1-4012-5336-9)

## Adaptación
El 16 de noviembre de 2018, se anunció que el servicio de transmisión por secuencias Hulu había dado orden para un piloto para una posible adaptación a serie de televisión de la serie de historietas. Se esperaba que el piloto fuera escrito y dirigido por Jim Mickle, quien también sería productor ejecutivo junto a Robert Downey Jr., Susan Downey, Amanda Burrell y Linda Moran. Las compañías de producción involucradas con el piloto estaban programadas para consistir en el Equipo Downey y Warner Bros. Television.
El 9 de abril de 2020, se anunció que la serie se trasladó de Hulu a Netflix. El 12 de mayo de 2020, Netflix había encargado a la producción una serie para una primera temporada que constaba de ocho episodios y estaba protagonizada por Nonso Anosie como Tommy Jeppard, Christian Convery como Sweet Tooth/Gus y narrada por James Brolin. Sweet Tooth se estrenó el 4 de junio de 2021.